# Anathalon

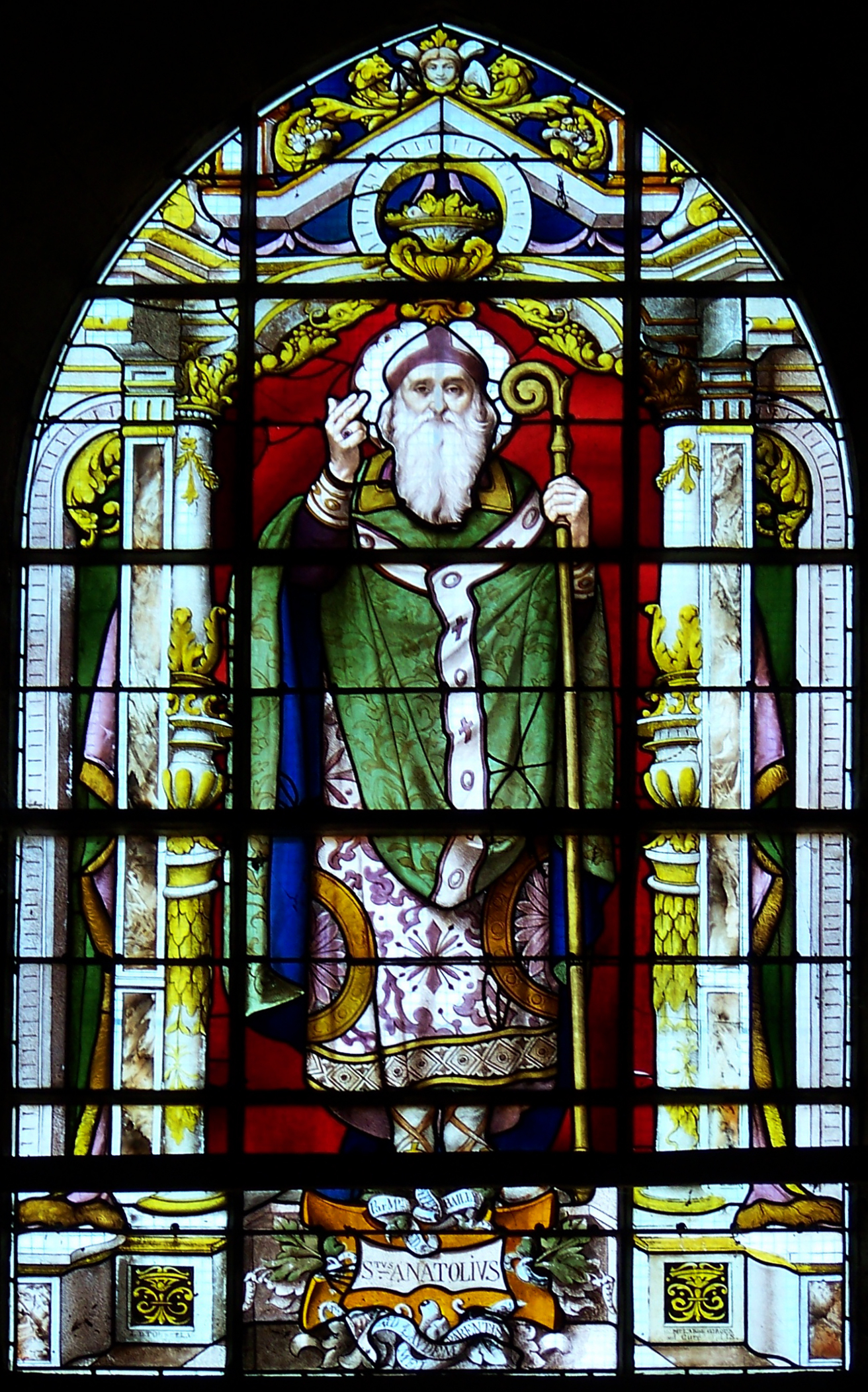
Der Heilige auf einem Bleiglasfenster in der Kirche St-Pierre-St-Paul in Ablis

Anathalon († angebl. um 62) war der Legende nach ein früher Bischof von Mailand. Seine historische Existenz ist ungesichert.
Das (Erz-)Bistum Mailand führt seine Existenz auf den Apostel Barnabas zurück, der der erste Bischof der Stadt gewesen sein soll. Dieser habe Anathalon, dem Namen nach griechischer Herkunft, im 7. Jahr des Kaisers Claudius als seinen Nachfolger eingesetzt. Anathalon soll dieses Amt bis ins 8. Jahr des Kaisers Nero ausgeübt und auch im nahen Brescia missioniert haben. Zu seinem Nachfolger soll er Gaius bestimmt haben. Gedenktag des Heiligen ist der 25. September.